# Marek Piorun
Marek Mieczysław Piorun (ur. 12 maja 1950 w Łagiewnikach) – polski samorządowiec, od 2002 do 2014 burmistrz Dzierżoniowa.

## Życiorys
Ukończył szkołę średnią w Dzierżoniowie, następnie studia magisterskie na Akademii Wychowania Fizycznego we Wrocławiu oraz studia podyplomowe w Wielkopolskiej Szkole Biznesu w Poznaniu.
Pracę zawodową rozpoczął w 1968 jako stażysta w Państwowym Ośrodku Hodowli Zarodowej w Łagiewnikach, pracował również jako księgowy i specjalista ds. ekonomicznych oraz nauczyciel. W latach 1978–1991 był dyrektorem Ośrodka Sportu i Rekreacji w Dzierżoniowie. Od 1990 do 2002 przez trzy kadencje zasiadał w radzie tego miasta. W latach 1991–1998 pełnił funkcję wiceburmistrza Dzierżoniowa, następnie powrócił na stanowisko wicedyrektora OSiR-u. Od 2001 do 2002 był prezesem dzierżoniowskiej Spółdzielni Mieszkaniowej.
W wyborach samorządowych w 2002 został wybrany na urząd burmistrza z ramienia kierowanego przez siebie Obywatelskiego Bloku Samorządowego. W 2006 skutecznie ubiegał się o reelekcję, startując jako bezpartyjny kandydat OBS z poparciem Platformy Obywatelskiej. Na kolejną kadencję został wybrany w 2010. W 2014 nie ubiegał się o reelekcję, uzyskał natomiast mandat radnego powiatu dzierżoniowskiego, a następnie został powołany na funkcję wicestarosty, którą pełnił w okresie V kadencji. W 2018 i 2024 zostawał radnym powiatu na kolejne kadencje. W 2024 objął funkcję członka zarządu powiatu.
Żonaty, ma jednego syna.
W 2015 otrzymał Złoty Krzyż Zasługi.